# Soennecken

Aktuelles Logo der Soennecken eG

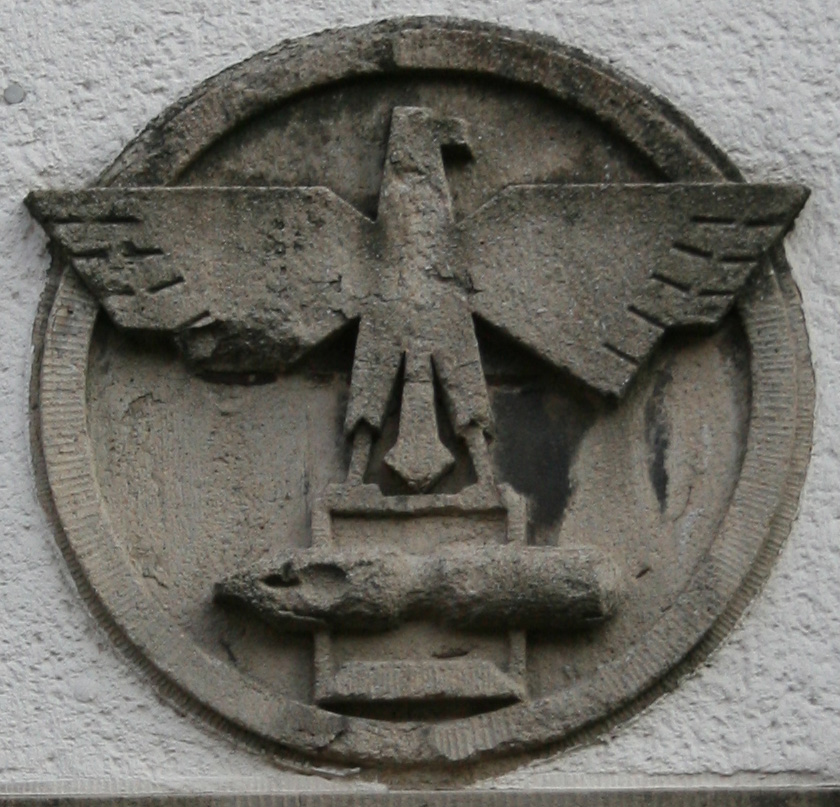
Logo von Soennecken am Fabrikhauptgebäude in Bonn-Poppelsdorf

Logo 1

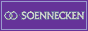
Logo 2

Die Firma Soennecken war ursprünglich ein deutscher Bürogerätehersteller, dessen Marke auch in der angelsächsischen Welt, in Nordamerika, Australien und auch in Indien gut bekannt ist. 1875 von Friedrich Soennecken gegründet, wurde der Name 1905 als Warenzeichen eingetragen. Mit Soennecken ist die Entwicklung des Federhalters, Aktenordners und des Lochers eng verbunden. 1973 meldete die Firma Konkurs an und die Markenrechte gingen an die Branion eG über. Seit 2007 firmiert diese Einkaufs- und Marketingkooperation mit Sitz in Overath wieder unter dem Namen Soennecken eG. Letztere vertreibt unter der Eigenmarke Soennecken ein breites Sortiment an Büroartikeln.

## Geschichte

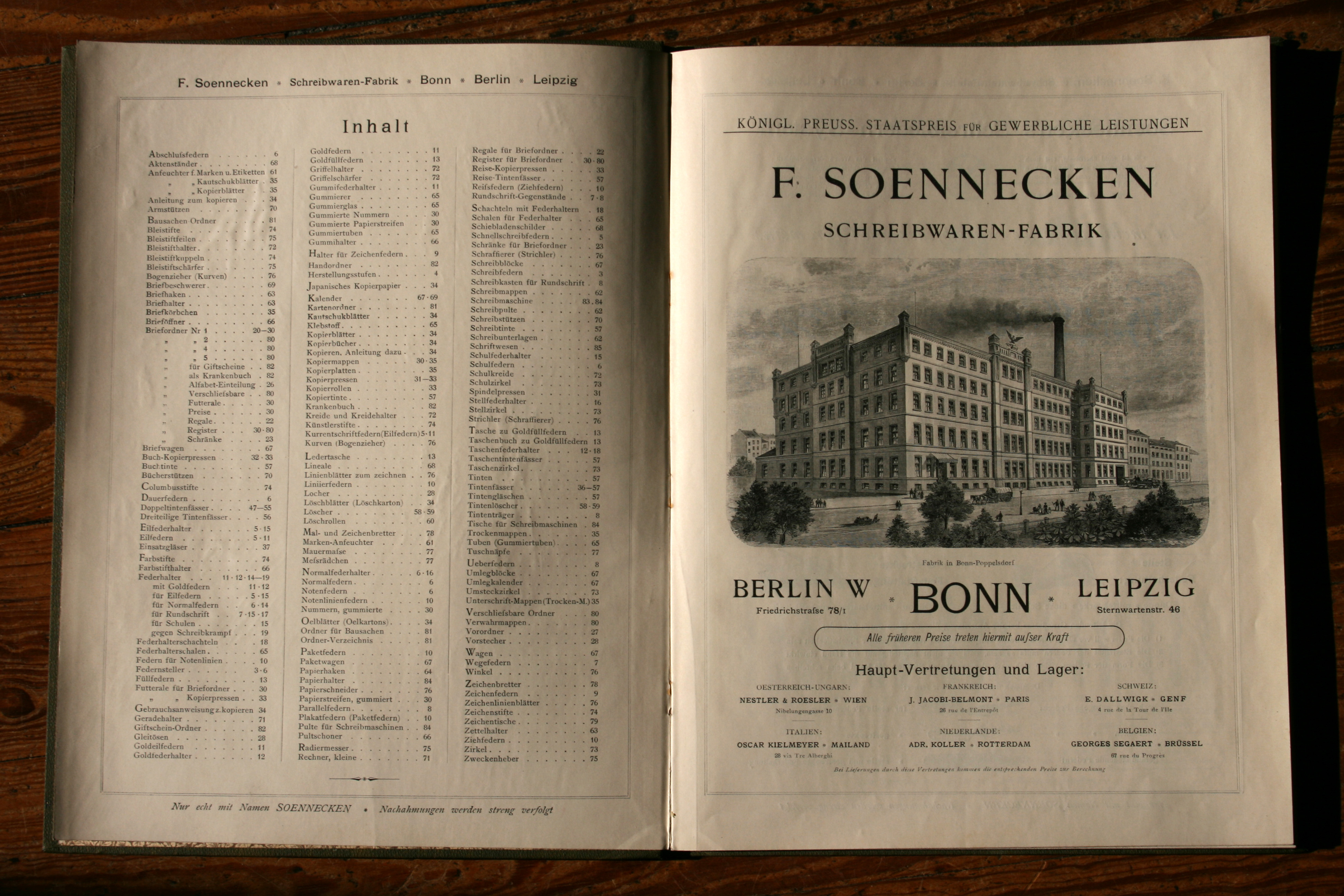
Schreibwarenkatalog von 1895

Am 27. Mai 1875 gründete Friedrich Soennecken in Remscheid das Handelsunternehmen F. Soennecken Verlag. Unter dem Markennamen Soennecken wurden zu Anfang von Soennecken entworfene Rundschriftfedern (Gleichzugfedern) hergestellt. Bis dahin wurde zu der Zeit Soenneckens mit Spitzfedern (Schwellzugfedern), die ursprünglich aus England kamen, geschrieben. Soennecken entwickelte selbst die Rundschrift, eine Schreibschrift, die einfacher zu erlernen war als die Schwellschrift. Sein Verlag gab Lehr- und Übungshefte heraus, die Rundschreibhefte. Sie erschienen in mehreren Sprachen und bewarben die Rundschriftfedern, die er parallel vertrieb.

Werk in Poppelsdorf um 1897 an der Kirschallee

Am 19. Oktober 1876 zog die Firma, auch wegen der Nähe zur Universität, nach Bonn um und wurde ins Handelsregister eingetragen. 1883 erwarb die Firma ein Gelände der Gemeinde Poppelsdorf. Dort verblieb für lange Zeit die Schreibwaren- und vor allem die Federnfabrikation. Anfangs wurden die Federn, die nach Soenneckens genauesten Angaben angefertigt wurden, in England geschmiedet. In Bonn geschah die Prüfung und der Test der Federn. 1877 begann dann die heimische Produktion mit Hilfe einer eigens erfundenen Reisekopierpresse. 1913 beschäftigte Soennecken ca. 1000 Mitarbeiter und unterhielt Exporthäuser in Berlin, Leipzig, Amsterdam, Antwerpen und Paris. 72.000 Warenpakete wurden in alle Welt verschickt. 

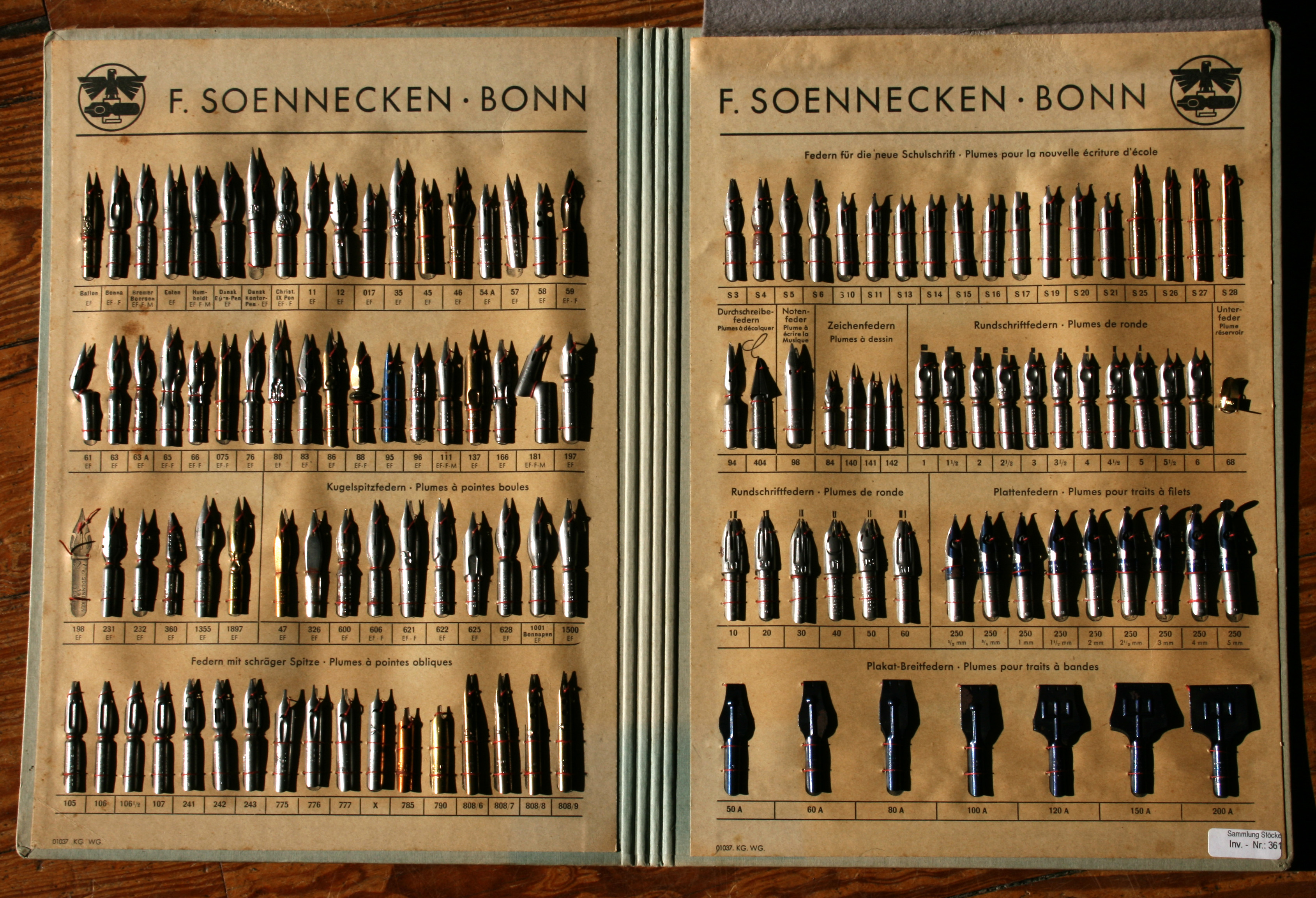
Schreibfedernsortiment von 1924

Nach dem Tod Soenneckens 1919 wurde das Unternehmen durch Sohn und Enkel weitergeführt. 1973 meldete das Unternehmen Konkurs an. Damit wurde auch das letzte Werk in Poppelsdorf, Werk Soenneckenfeld, geschlossen. 1983 wurden von der „Großeinkaufsvereinigung deutscher Bürobedarfshändler“ (gdb) die alleinigen Markenrechte übernommen. Später wurde die gdb in „Soennecken eG“ umbenannt und im Jahr 1999, nach dem Zusammenschluss mit der zweiten bedeutenden Einkaufsgenossenschaft für Bürobedarf in Deutschland, der „büro actuell“ in Branion eG (Kunstausdruck für Brand Union) umbenannt. Seit dem 9. Mai 2007 heißt die Genossenschaft wieder so wie die Handelsmarke: „Soennecken“.
Seit 2004 ist der Leitspruch Markenqualität preiswert! in Gebrauch, was auf die lange Unternehmensgeschichte anspielt. Zum derzeitigen Sortiment gehören Büroartikel z. B. Tinten, Toner und digitale Speichermedien. Seit die Generalversammlung der BRANION eG am 9. Mai 2007 die Umbenennung der Gesellschaft in Soennecken eG beschloss, ist Soennecken Europas größte Genossenschaft der Bürowirtschaft. Seit der außerordentlichen Generalversammlung am 25. November 2014 ist die Soennecken eG rechtlich in der Lage, Eigengeschäft mit End- und Geschäftskunden zu betreiben. Der dafür notwendigen Satzungsänderung stimmten die Mitglieder auf der außerordentlichen Generalversammlung in Köln mit großer Mehrheit zu.

## Zeittafel

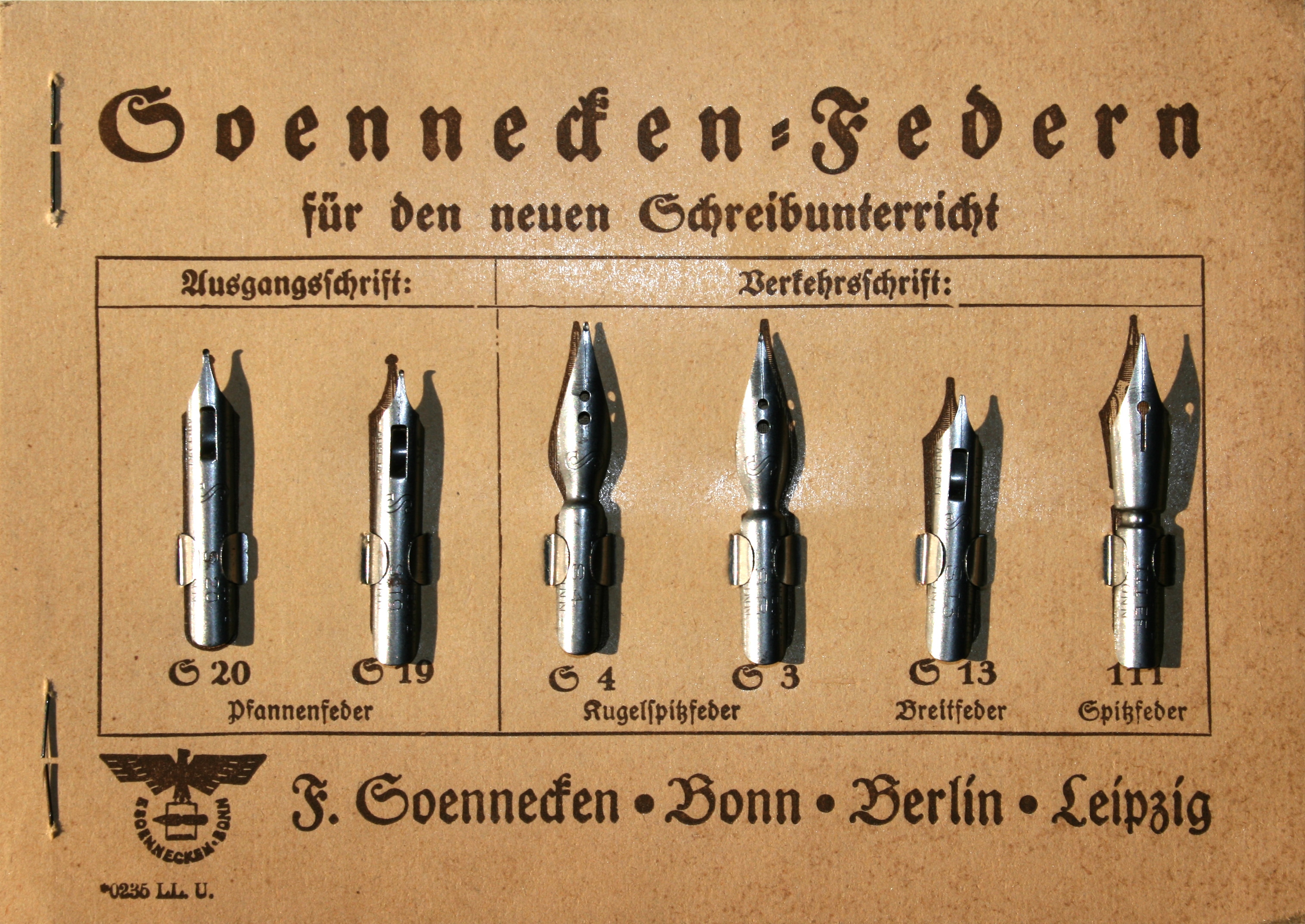
Warenprobe von Schulschreibfedern aus den 1930er-Jahren

- 1883: Soennecken beschäftigt 30 Arbeiterinnen und Packer, Erwerb von Gelände der Gemeinde Poppelsdorf
- 1887 Erweiterung der Fabrik durch Anbau
- 3. Oktober 1896: Ein neues Gebäude von dem Architekten Otto Penner wird eingeweiht
- 19. Februar 1898: Neubau zur Möbelfabrikation
- 1903/1904: Fertigstellung Möbelfabrik Soenneckenfeld
- 1909: Neubau in Bonn-Poppelsdorf: Werk Soenneckenfeld durch Architekt Heinrich Müller-Erkelenz
- 1910: Teilnahme an der Weltausstellung in Brüssel mit Auszeichnungen
- 1911: Soenneckens Sohn, Dr.-Ing. Alfred Soennecken[1], ist im Werk tätig
- Ankauf der Shannon Zeiss Registratur Company, Berlin
- Ankauf der Federnfabrik Schaper, Iserlohn
- 1919: Tod Friedrich Soenneckens
- 1920er Jahre: Unternehmen beschäftigt ca. 1000 Mitarbeiter

## Produktionssortiment um die Jahrhundertwende
- Eil- und Schreibfedern[2]
- Federkasten
- Hefte
- Löschroller
- Unumstößliche Tintenfässer

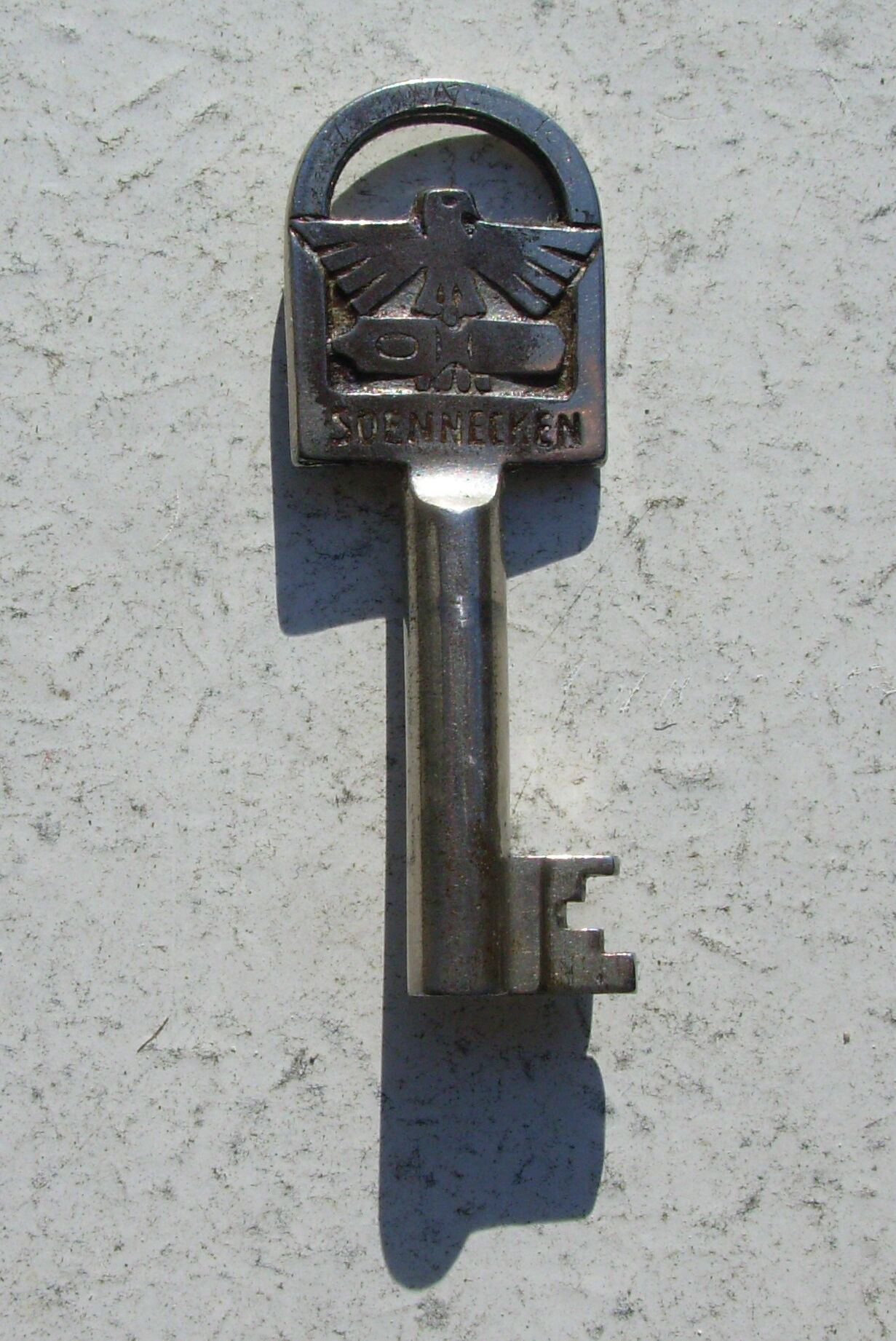
Schlüssel eines Soennecken-Schreibtischs von 1935

- Hölzerne an Stelle blecherner Federhalter
- Zeichenbretter
- Zirkel
- Aktenordner
- Locher
- Regale und Büroschränke in der Größe passender Ordner

## Trivia
- 1888 schrieb Friedrich Nietzsche an einen Freund: […] dies Papier habe ich entdeckt, das erste, auf dem ich schreiben kann. Insgleichen Feder, diese aber aus Deutschland: Soenneckens Rundschriftfeder
- Die Abteilung Theoretische Biologie der Universität Bonn befindet sich seit 1970 im Soennecken-Gebäude, einem Teil der ehemaligen Schreibwarenfabrik, in der Kirschallee 1 in Bonn-Poppelsdorf
- Die Soennecken eG vertreibt für alle Mitglieder der Genossenschaft die eigens entwickelte E-Procurement-Plattform „So.PROCURE“ sowie das offene Web-Shopsystem „So.COMMERCE“